# Festival des Arcs
Het Festival des Arcs of Académie-Festival des Arcs is een jaarlijks muziekfestival voor klassieke muziek in het Franse wintersportgebied Les Arcs, in de gemeente Bourg-Saint-Maurice in de Savoie. Het festival was een initiatief van Roger Godino, de oprichter van Les Arcs, en Yves de Voize en vond voor het eerst plaats in 1973. De deelevenementen vinden elke zomer plaats in de dorpen Bourg-Saint-Maurice, Arc 1600 en Arc 1800.